# Francesco Foscari
Francesco Foscari (19. června 1373 Benátky – 1. listopadu 1457 Benátky) byl italský politik a diplomat, v letech 1423 až 1457 šedesátý čtvrtý, nejdéle vládnoucí benátský dóže. Před nástupem na dóžecí trůn byl diplomatem Benátské republiky, papežským legátem a válečným vyjednavačem.

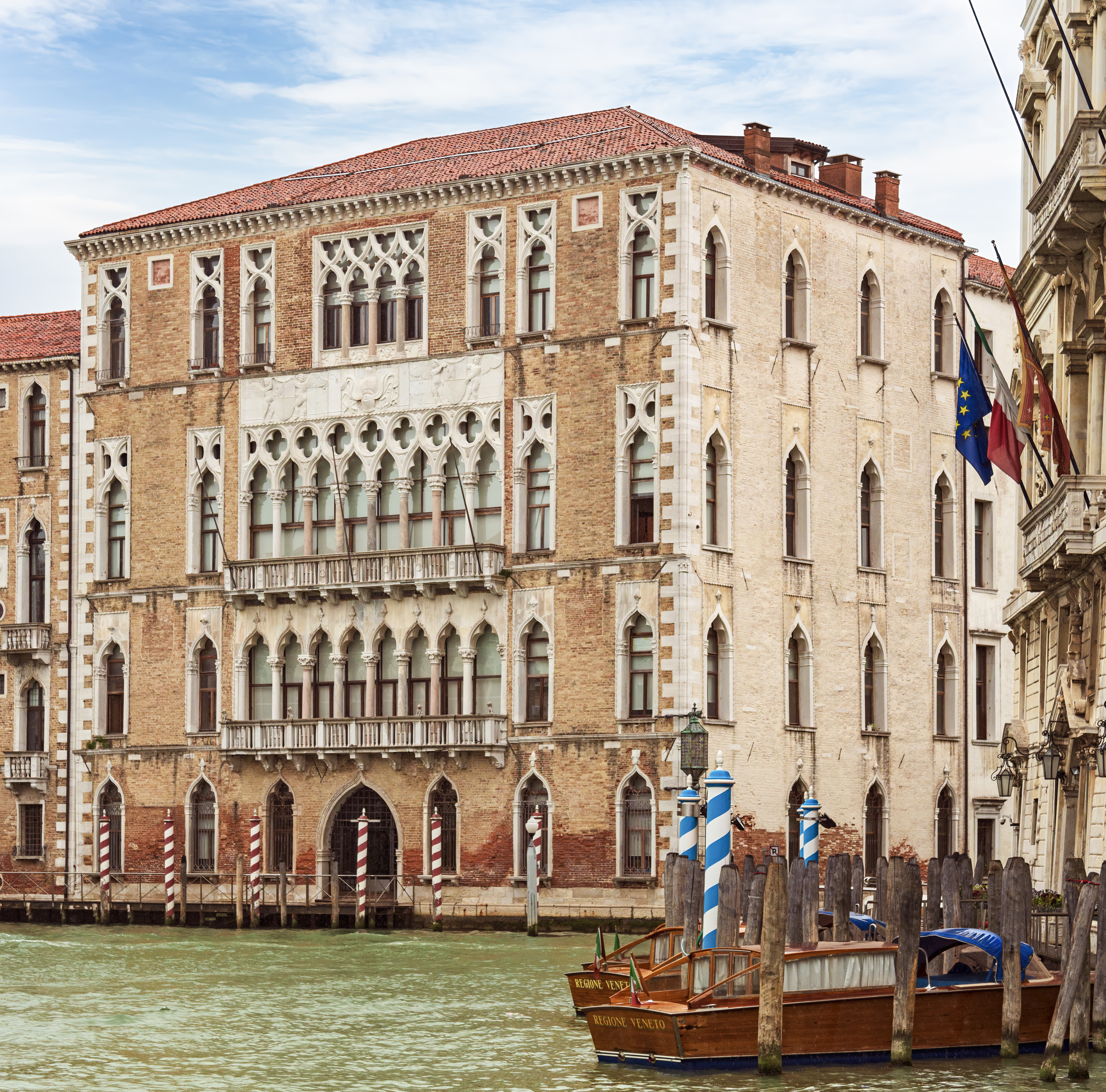
Vlastní palác Ca' Foscari

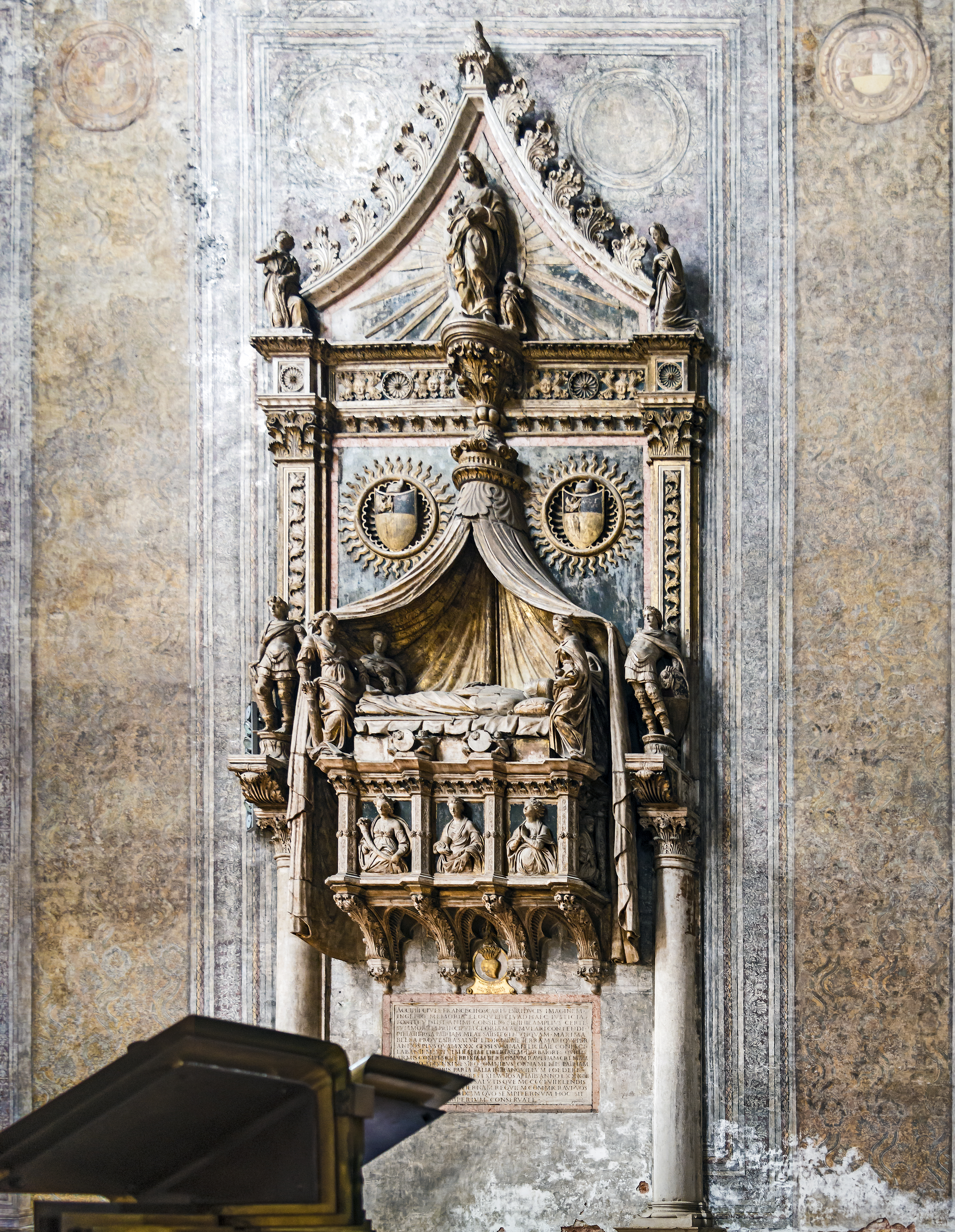
Mauzoleum v bazilice Sta Maria dei Frari

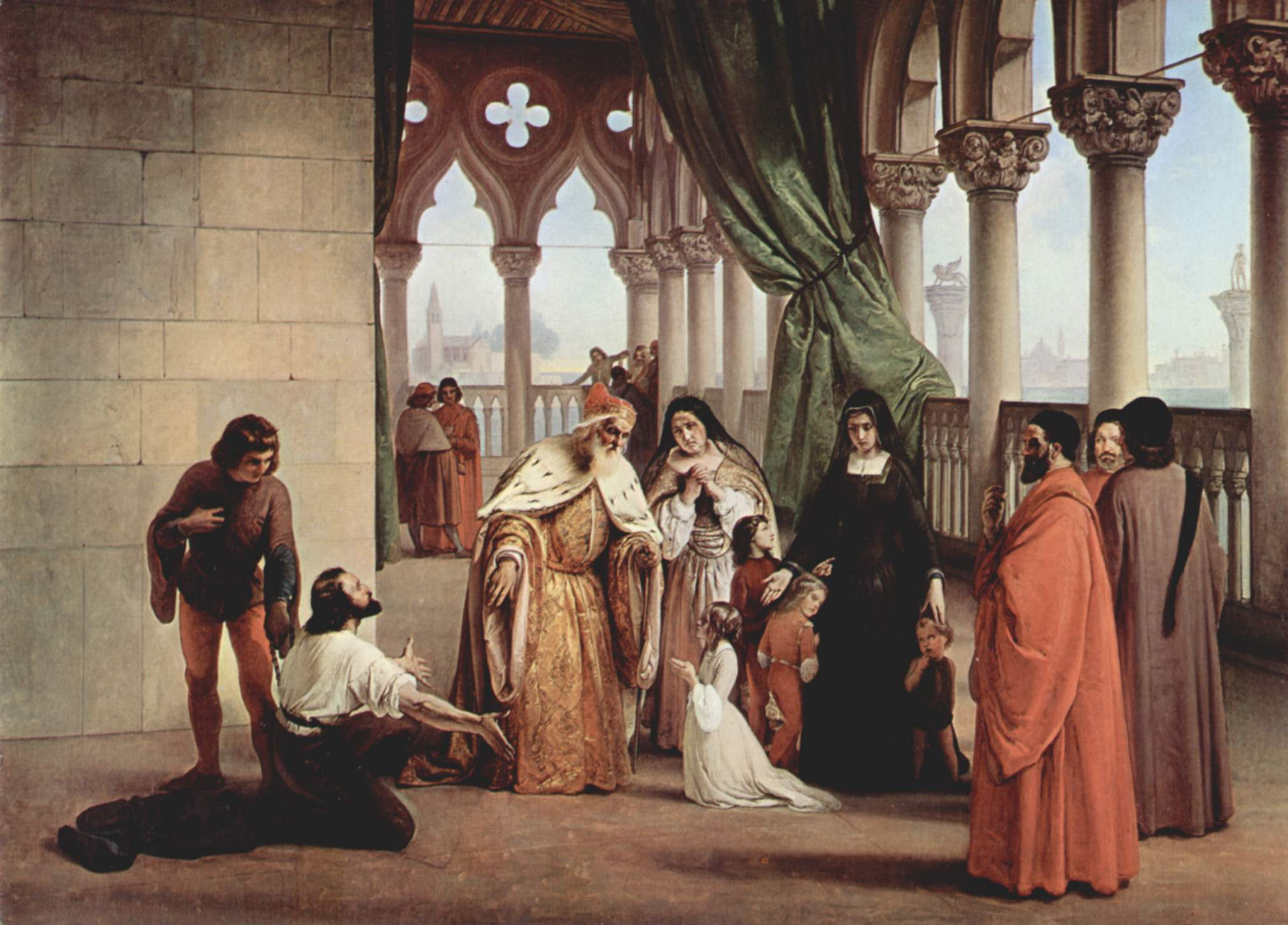
Francesco Hayez: Loučení otce a syna Foscariových, 1842

## Život
Francesco se narodil jako provorozený syn Niccola di Giovanni Foscari a jeho manželky Cateruzie Michie, Původně málo významný rod Foscariů patřil ve 13. století mezi 150 členů benátské Velké rady. K nejvýznamnějším severoitalským rodinám jej pozvedli až Francescův děd a praděd. Francesco po nich zdědil rozsáhlé panství v Terrafermě a v Benátkách na Rialtu. Pevninská panství Zelarina v  Trevisu a kolem Noventy v  Padově přibyla do majetku Foscariových díky pradědovu druhému sňatku s Balzanellou da Peraga. Panství vyzvedlo rod Foscariů do sféry vlivu dvou nejmocnějších, Carrarů a Scaligerů. Cangrande I. della Scala v roce 1328 Niccolu I. pasoval na rytíře a v roce 1331 jej do hraběcího stavu povýšil český král Jan Lucemburský. Niccolovými universálními dědici se stali synové Giovanni a Jacobello, starší Giovanni byl dědečkem pozdějšího dóžete.

## Kariéra a vláda
V roce 1405 se Francesco Foscari zaujal významný politický post, když se stal prvním z benátské Rady deseti, znovu v roce 1413. V roce 1412 byl zvolen do sboru patricijů pověřených válečnými záležitostmi Savi alla Guerra. V roce 1408 zastupoval republiku jako vyslanec milánského vévody při vyjednávání dohody s Ottonem Terzim, knížetem z Parmy a Reggia. V roce 1412 se Foscari dostal do konfliktu s jedním z nejúspěšnějších válečníků té doby, Pietrem Loredanem, který spolu s Carlem Malatestou zvítězil v bitvě u Motty a proti Foscariho vůli napadli Uhry. Foscari proto odjel v roce 1413 na dvůr císaře Zikmunda Lucemburského, setkali se ve Feltre 9. června 1413, podařilo se mu uzavřít pouze pětileté příměří. 
Dne 4. prosince 1413 byl na Velkém koncilu jmenován vyslancem Benátské republiky u dvora papeže Jana XXIII a cestoval tam s Antoniem Contarinim a prokurátorem Tommasem Mocenigem, který byl 7. ledna 1414 zvolen dóžetem. Foscari a Contarini pak doprovázeli papeže do Mantovy. 26. října 1414 se v Lodi znovu setkal s císařem Zikmundem, kvůli svolání Kostnického koncilu. Soudu s Janem Husem se v Kostnici neúčastnil, 6. června 1415 totiž odcestoval ve funkci vyslance do Florencie a dále pobýval u osmanského sultána Mehmeda I. V roce 1416 se stal prokurátorem chrámu Svatého Marka, což byl druhý nejprestižnější úřad po dóžeti. 
Dóžetem byl zvolen a instalován 17. dubna 1423.  Za jeho vlády došlo k územnímu rozmachu Benátek a tím i k posílení jeho moci, avšak vysoké výdaje spojené s válečnými podniky městský stát přivedly téměř na pokraj bankrotu. Současně s tím také vzkvétalo benátské hospodářství, zejména námořní obchod a stavební rozvoj města. Mimo jiné přestavěl Dóžecí palác a dal před ním postavit piazzetu. Dále dal na ochranu Lida zbudovat pevnost na ostrově Vignole v benátské laguně.

## Rodina
Francesco Foscari byl dvakrát ženat a dal pro svou rodinu postavit dochovaný palác Ca´ Foscari na Canale Grande. Poprvé se oženil roku 1395 s Marií Priuli "dal Banco", s níž měl dva syny (Girolamo, Lorenzo) a dvě dcery (Bianca a Camilla). Po její smrti se roku 1415 oženil s Marinou Nani, jejich děti se jmenovaly Domenico, Benedetta, Jacopo, Donato, Paola a Maria. Syna Jacopa určil hlavním dědicem. 
Pohřben je v Benátkách na jižní straně presbytáře baziliky Santa Maria Gloriosa dei Frari. Monumentální figurální náhrobek (mauzoleum) s postavou dóžete na katafalku pod baldachýnem doprovázejí personifikace čtyř kardinálních křesťanských ctností a dva rytíři ve zbroji, jedním z nich je Foscariho nástupce, dóže Pasquale Malipiero, který mu dal vystrojit státní pohřeb. Autoři skulptur nejsou písemně doloženi, podle literatury je vytvořili Paolo a Antonio Bregno, nebo Niccolò di Giovanni Fiorentino.

## Foscariho život v umění
Příběh Francesca Foscariho a jeho syna Jacopa se několikrát stal námětem umění.
- Lord Byron: Dva Foscariové (The Two Foscari), veršovaná tragédie z roku 1821
- Giuseppe Verdi: I due Foscari, opera, uvedená poprvé v Teatro Argentina Římě roku 1844, libreto napsal Francesco Maria Piave podle Byronovy básně
- Francesco Hayez: Dva Foscariové, loučení otce se synem Jacopem, olejomalba, Londýn 1842-54, Galleria d'Arte Moderna v Palazzo Pitti, Florencie
- Mary Mitfordová: Dva Foscariové, divadelní drama